# یاشنگتس-کولونگا
یاشنگتس-کولونگا (به لاتین: Jasieniec-Kolonia) یک روستا در لهستان است که در گمینا زوولنگ واقع شده‌است.